# Heiner Goebbels
Heiner Goebbels (Neustadt an der Weinstraße, 17 de agosto de 1952) es un compositor, director de música alemán, conocido por sus obras escénicas y composiciones radiofónicas.  Es profesor  de Justus-Liebig-University en Gießen y director artístico del Festival Internacional de las Artes Ruhrtriennale 2012-2014.

## Biografía
Goebbels, que estudió Sociología y Música en Fráncfort del Meno, es un compositor notable por su mezcla de estilos, basándose en fuentes tan diversas como la música clásica, el jazz y el rock. Comenzó a tocar música eisleriana en el dúo Goebbels/Harth (1975-1988) con el saxofonista Alfred Harth y componiendo música para teatro, cine y ballet, y ha seguido haciéndolo, aunque desde entonces ha ampliado su repertorio de conciertos y su obra ha llegado recientemente a incluir la ópera Landschaft mit entfernten Verwandten (2002) [Paisaje con parientes lejanos]. 
Goebbels cofundó el grupo de avant-rock Cassiber (1982-1992) con Alfred Harth, Chris Cutler y Christoph Anders. Realizó muchos conciertos por toda Europa, Asia y América del Norte, grabando unos 20 CD. En octubre de 1983 Cassiber (menos Anders) se unió a la banda alemana Duck and Cover, un encargo del Festival de Jazz de Berlín, para una actuación del Berlin Programme [Programa de Berlín], en Berlín occidental, seguido por otro en febrero de 1984 en Berlín Oriental. El Berlin Programme fue creado y dirigido por Goebbels. 
Gran parte de su obra más conocida, sin embargo, procede de la música para espectáculos, y obras creadas para la radio (premiadas en varias ocasiones: Prix Italia 1986, 1992, 1996; Karl Sczuka Preis 1984, 1990, 1992; World Silvermedal of the New York Festival; Radio Ostankino Prize Moscow).
Desde los años 1980 trabajó como director de sus propias obras en Fráncfort del Meno (Theater am Turm), Lausana (Théâtre Vidy-Lausanne) y en todo el mundo. Ha desarrollado una estrecha colaboración con el escritor alemanooriental Heiner Müller, dando lugar a composiciones escénicas, así como piezas más cortas (conciertosy otras obras de audio) vagamente basada en textos de Müller, como Verkommenes Ufer (1984) [Residuos Shore], Die Befreiung des Prometheus (1985) [La liberación de Prometeo], o Wolokolamsker Chaussee (1989) [La autopista Volokolamsk]. Los intentos de Goebbels para llenar el espacio entre el teatro y la ópera han dado lugar a proyectos como Schwarz auf Weiss (1996) [Negro sobre blanco] o Die Wiederholung (1997) [La repetición]. La naturaleza política de su obra es destacada a menudo por sus críticos. Su interés por Müller puede explicarse en parte por el carácter político de sus textos, comotambién ocurre con su interés por Bertolt Brecht y Hanns Eisler, cuyas obras se utilizan en la composición de su concierto de escena Eislermaterial (1998). 
El trabajo de Goebbels cada vez tiene mayor reconocimiento y se interpreta y representa en todo el mundo, además de que muchas grabaciones de sus obras están siendo publicadas. Ha colaborado con los mejores conjuntos y orquestas: Ensemble Modern, Ensemble Intercontemporain, Ensemble musikFabrik, Asko / Schönberg, Berg Orchestra, Berlin Philharmonic, Bochumer Symphoniker, Junge Deutsche Philharmonie, Brooklyn Philharmonic y muchos otros y trabajó con directores como Sir Simon Rattle, Peter Eotvos, Lothar Zagrosek, Peter Rundel, Steven Sloane y muchos otros. En 2000 colaboró con el grupo Piano Circus y el compositor Richard Harris para producir Scutigeras, obra que fue estrenada por la radio de la BBC en vivo en el Reino Unido. Su Surrogate Cities (1994), una obra para gran orquesta basada en textos de Paul Auster, Heiner Müller y Hugo Hamilton, fue nominada para un premio Grammy en la categoría «Mejor Composición Clásica Contemporánea» en la 43.ª edición de 2001. Su Eislermaterial le valió otra nominación en la 46.ª edición de los Grammy Awards en el 2004, esta vez en la categoría «Best Small Ensemble Performance» (con o sin director).
Su instalación artística Stifters Dinge - the Unguided Tour ha sido presentada por Artangel en Londres (2012) y en la Ruhrtriennale en Duisburgo (2013), "Genko-An" en Berlín (2008),  Darmstadt Artists' Colony/Mathildenhöhe  (2012) y Musée d'art contemporain de Lyon (2014).  Para el Centre Pompidou de Paris creó las instalaciones de sonido "Fin de Soleil" y "Timée" (2000) que también se exhibieron en el ZKM de Karlsruhe, el MACBA de Barcelona, en Brujas y en el Palazzo delle Esposizioni en  Roma.  También colaboró estrechamente en varias videoinstalaciones con el artista visual ovner]]. En 1982, 1987 y 1997 participó con conciertos, obras de instalación y artes escénicas en la documenta de Kassel.
Goebbels ha sido profesor desde 1999 en el Justus-Liebig-University en Gießen, en el Instituto de Estudios Aplicados de Teatro, que dirigió desde 2003, y también en la European Graduate School en Saas-Fee, Suiza. Desde 2006 es el presidente de la Academia de Teatro de Hesse.  En los últimos años Goebbels disfrutó del privilegio de varias cátedras y nominaciones para compositor en residencia e (Festival de Lucerna y Sinfónica de Bochum).
Es miembro de varias academias de arte (Berlín, Bensheim, Düsseldorf, Maguncia, Munich), miembro del Instituto de Estudios Avanzados Estudios en Berlín, Honorable Compañero en el Dartington College of the Arts y de la Central School of Speech and Drama, de Londres.  En 2012 fue galardonado con un doctorado honorario por la  Birmingham City University.
En septiembre de 2010, se anunció que Goebbels sería el director artístico designado para las temporadas 2012-14 de la Ruhrtriennale. Como director artístico de este festival Heiner Goebbels comisarió, produjo y presentó varias obras nuevas de los artistas Robert Wilson, Romeo Castellucci, Michal Rovner, Boris Charmatz, Robert Lepage, Jan Lauwers, Ryoji Ikeda, Douglas Gordon, William Forsythe, Lemi Ponifasio, Mathilde. Monnier, Saburo Teshigawara, Anne Teresa de Keersmaeker, Rimini Protokoll, Tim Etchells, Gregor Schneider y muchos otros.
Goebbels reside en Frankfurt y es miembro de la Academia de las Artes de Berlín y la Academia de las Artes Escénicas («Akademie der darstellenden Künste»). Desde 2006, Goebbels es presidente de la Academia de Teatro Hessischer («Hessischen Theaterakademie als Verbund»), una agrupación de cuatro universidades y nueve salas de cine en la región Rin-Meno.

### Distinciones y premios
Está en posesión de varias distinciones alemanas, como el Premio de la Cultura de Hesse de 1993 del estado de Hesse; la Medalla Goethe con que le honró en 2002 la ciudad de Frankfurt; y el Premio de la Crítica Alemana de 2003. En 2008 fue galardonado con el Binding-Kulturpreis.
También recibió numerosos premios y distinciones internacionales, como  Prix Italia, Europe Theatre Prize,  y el International Ibsen Award, de 2012, uno de los premios de teatro más prestigiosos del mundo, por traer "nuevas dimensiones artísticas al mundo del drama o el teatro".

## Obras (selección)

### Obras para escena
- Berlin Q-Damm 12.4.81 / Jakob Apfelböck (Klangcollage/ pieza radiofónica), 1981 (Riskant, Eigelstein Musikproduktion);
- Verkommenes Ufer (pieza radiofónica), 1984;
- Der Mann im Fahrstuhl, concierto escénico, 1987;
- Wolokolamsker Chaussee I-V, piezas de audio, 1989;
- Die Befreiung des Prometheus, (pieza radiofónica, 1985; concierto de escena, 1991);
- Roemische Hunde (1991), teatro musical;
- Ou bien le débarquement désastreux (1993) música teatral con textos de  Joseph Conrad, Heiner Müller y Francis Ponge;
- Die Wiederholung / La Reprise / The Repetition (1995) música teatral con textos de Sören Kierkegaard, Alain Robbe-Grillet y Prince;
- Schwarz auf Weiss (1996) [Blanco y negro], música teatral para eighteen músicos. Texto: Edgar Allan Poe, John Webster,  T.S. Eliot, Maurice Blanchot;
- Max Black (1998) música teatral con textos de Georg Christooh Lichtenberg, Paul Valery, Ludwig Wittgenstein y Max Black;
- Eislermaterial (1998) staged concert for Ensemble con música de Hanns Eisler;
- ...meme soir (2000), música teatral;
- Hashirigaki (2000) música teatral con textos de Getrude Stein
- Landschaft mit entfernten Verwandten (2002) ópera para ensemble, coro y solistas. Textos y motivos de Giordano Bruno, Arthur Chapman/Estelle Philleo, T.S. Eliot, Francois Fénelon, Michel Foucault y otros;
- Eraritjaritjaka - musée de Phrases (2007) música teatral para actor y cuarteto de cuerda, textos de Elias Canetti;
- Stifters Dinge (2007) Installative Performance;
- I went to the house but did not enter (2008) concierto escénico en tres cuadros para cuatro voces masculinas. Textos: T.S. Eliot, Maurice Blanchot, Samuel Beckett, Franz Kafka;
- When the Mountain Changed Its Clothing (2012) música teatral para un coro de niñas. Textos: Jean Jaques Rousseau, Gertrude Stein, Adalbert Stifter, Alain Robe-Grillet y otros;

### Obras orquestales
- Surrogate Cities (1993/94) for mezzo-soprano, voz, sampler y gran orquesta. Texto: Heiner Müller, Hugo Hamilton, Paul Auster
- Industry and Idleness (1998) para orquesta
- Walden (1998) para gran orquesta y recitador. Texto: H. D. Thoreau
- Aus einem Tagebuch (2002/03) Short diary entries para orquesta
- Notiz einer Fanfare (2003) para gran orquesta
- Ou bien Sunyatta (2004) para kora, voz y  orquesta

### Obras para conjunto instrumental
- Red Run (1998/91) Nine Songs for Eleven Instruments;
- La Jalousie (1991) Noises from a novel for speaker and ensemble. Texto: Alain Robbe-Grillet;
- Herakles 2 (1991), para siete instrumentos;
- Samplersuite from Surrogate Cities (1994), para ensemble;
- Schlachtenbeschreibung (2002), para barítono y  ensemble con textos de Leonardo da Vinci;
- Songs of Wars I have seen (2007)  [Canciones de guerras que he visto] concierto escénico para ensemble  con textos de  Gertrude Stein;

### Música de cámara
- Toccata for Tea pot and Piccolo (1995/96) from Schwarz auf Weiß, para Piccolo y taza de té
- In the Basement (1995/96) para oboe, clarinete, bassoon y electronic feed
- Harrypatari (1995/96), de Schwarz auf Weiß for zither, marimba, cimbalom, clavichord and e-bass
- And We Said Good Bye (2002), de Landschaft mit entfernten Verwandten for flute, clarinet and playback-CD
- Bagatellen (1986-2006) for violin and sampler and clarinet ad lib.
- The Lovesong of J. Alfred Prufrock (T.S.Eliot), "The Excursion into the Mountains" (Franz Kafla), "Worstward Ho"(Samuel Beckett) (2008) para cuatro voces;

### Instalación
- Stifters Dinge - The Unguided Tour 2012
- Genko An 2008 (Berlín), 2012 (Darmstadt), 2014 (Lyon) site specific visual and sound-installation
- Fin du Soleil 2000 soundinstallation
- Timée 2000 soundinstallation con textos de Platón
- Maelstromsüdpol site specific installation with Heiner Müller, Erich Wonder 1987 (documenta Kassel), 1988 (ars electronica Linz and Berlin)